# Ri Un-chol
Ri Un-chol (Hamhung, Corea del Norte, 13 de julio de 1995) es un futbolista profesional norcoreano que juega como centrocampista defensivo y su equipo actual es el Sonbong.

## Selección nacional
Ha sido internacional con la selección de fútbol de Corea del Norte en 20 ocasiones. Hasta el momento ha anotado un gol contra la selección de fútbol de la India. Además participó en la Copa Asiática 2019.
A nivel juvenil fue parte de la plantilla de la Copa Mundial de Fútbol Sub-20 de 2015, en donde Corea del Norte finalizó en el último lugar de su grupo.

## Clubes
| Club    | País            | Año   |
| ------- | --------------- | ----- |
| Sonbong | Corea del Norte | 2014- |